# Sphaerosiphon
Sphaerosiphon,  monotipski rod zelenih alga čija porodična pripadnost još nije točno utvrđena. Jedina vrsta je alga S. solitarius.